# Iberina ljovuschkini
Iberina ljovuschkini là một loài nhện trong họ Hahniidae.
Loài này thuộc chi Iberina. Iberina ljovuschkini được miêu tả năm 1965 bởi Pichka.